# Osnove mađarskog pravopisa i govora
Osnove mađarskog pravopisa i govora. — Mađarski jezik pripada ugrofinskoj porodici jezika. Službeni je jezik u Mađarskoj i Evropskoj uniji i jedan od šest službenih jezika AP Vojvodine.
U mađarskom pravopisu se koristi 40 slova, iako se u pisanju tradicionalnih prezimena koriste još četiri slova. U Vojvođanskom dijalektu javlja se i poseban glas, koji se ne koristi u Republici Mađarskoj, tako da nije član mađarske abecede. On se obeležava kao ë, a koristi se samo ako se želi naglasiti ovaj dijalekt.
U govoru je akcenat uvek na prvom slogu, i retko kad se nađu uzastopno tri suglasnika ili čak više, što ovom jeziku daje karakterističan ritam. Izuzetno je česta pojava udvojenih suglasnika, što se jako oseti u govoru.

## Slova
Glavni članak: Mađarska abeceda
Slova bez objašnjenja se pišu i izgovaraju isto kao u srpskom jeziku. Uz svako slovo koje bi moglo biti problem za izgovor, naći će se primer.
1. (usta se podese za izgovor glasa o, a kaže se a, čuje se glas između a i o, uvek je kratak) Ablak (prozor)
2. Á á (isto kao srpsko a, samo što je uvek dugo)
3. (č)
4. (ovaj glas ne postoji u srpskom jeziku, zvučni je parnjak glasa c, pronalazimo ga u italijanskoj reči mezzanotte) Madzag (kanap)
5. (dž)
6. (slično kao srpsko e, samo je malo otvorenije, pronalazi se u govorima Bačke i Banata, uvek je kratko)
7. É é (usta se podese za izgovor glasa e, ali se kaže i, pa se dobije glas između glasova e i i, uvek je dug) Egér (miš). Ë ë je karakteristično vojvođanski glas — između e i é
8. (đ, ali je malo mekše od srpske varijante tog glasa)
9. (i, ali je uvek kratko)
10. Í í (i, ali je uvek dugo)
11. (lj, ali je malo mekše od srpskog glasa lj, u nekim rečima se izgovara jako slično kao i j, pa ih je jako teško razlikovati)
12. (nj)
13. (o, ali je uvek kratko)
14. Ó ó (između o i u, izgovara se tako što se usta podese za izgovor glasa o, a kaže se u, postoji verovanje da Srbi nisu kadri da izgovore ovaj glas, uvek je dug) Óra (sat)
15. Ö ö (usta se podese za izgovor glasa o, a kaže se e, postoji u nemačkom, turskom, i skandinavskim jezicima, uvek je kratak) Körömpörkölt (vrsta paprikaša)
16. Ő ő (slično kao i ö, ali je malo zatvoreniji, uvek je dug) Őr (stražar)
17. (isto kao srpsko š)
18. (isto kao srpsko s)
19. (kao srpsko ć, ali je malo mekše)
20. (isto kao i srpko u, ali je uvek kratko)
21. Ú ú (isto kao i srpsko u, ali je uvek dugo) Új (novo)
22. (izgovara se tako što se usta podese za izgovor glasa u, ali se izgovori i, uvek je kratko, postoji u nemačkom, turskom, francuskom jeziku…) ülök (sedim)
23. Ű ű (isto kao i ü, samo što je malo zatvorenije i uvek je dugo) Tűz (vatra)
24. (kao srpsko ž)

Specijalni znakovi su X, Y, Q, W, koji nemaju svoje glasove.
Koliko je važno znati razlikovati svako slovo u mađarskom jeziku, pokazuje ovaj primer:
- (okruglo)
- (molim)
- (točak)

Da bi se priviknuli na karakterističnu melodičnost i ritmičnost mađarskog jezika, predlažemo slušanje mađarskih programa na televiziji, radiju itd.
Kao i u srpskom, književni mađarski jezik se u nekim sitnicama razlikuje od onog koji se može čuti na ulici. Idući od Budimpešte nadalje, jezik se sve više razlikuje, a u Vojvodini najviše. U Mađarskoj se krompir kaže burgonya, a u Vojvodini Krumpli, u Mađarskoj se gyümölcslé, a u Vojvodini szok…)
Bitno je pomenuti da mađarski jezik ne razlikuje rodove. Mađarski jezik nema padeže. On koristi sufikse, ali ljudi takve oblike reči pogrešno nazivaju padežima. Upravo ti sufiksi ga čine jednim od najtežih jezika na svetu za naučiti. Retko ko se može pohvaliti da u potpunosti „vlada” mađarskim pravopisom. Uvek ćete otkriti nešto novo.
Mađarski jezik odlikuju jako dugačne reči, koje nastaju spajanjem od više manjih. Primer je reč Megszentségteleníthetetlenségeskedéseitekért.
Udvojenost samoglasnika je teško shvatiti. Primer je reč mellett (pored) koja se izgovara tako da se na slovima l i t malo zastane. To postoji u germanskim jezicima, ali nije tak ozvučno kao u mađarskom. Slično je kao i srpska reč najjači. Imate utisak da je to j malo produženo, slično tome je i reč mellett, tolltártó…

## Lica
- 1.  (ja)
- 2.  (ti)
- 3. Ő (on, ona, ono)
- 1.  (mi)
- 2.  (vi)
- 3.  (oni, one, ona)

## Glagol „biti”
Glagol biti је lenni.
- 1.
- 2.
- 3.
- 1.
- 2.
- 3.

## Osnovni pojmovi
- - zdravo
- - dobro jutro
- - dobar dan
- - dobro veče
- - doviđenja
- - Ja se zovem...
- - Imam ... godina
- - da
- - ne

## Brojevi
- 1
- 2
- 3
- 4
- 5
- 6
- 7
- 8
- 9
- 10
- 11
- 12
- 13
- 20
- 21
- 30
- 40
- 50
- 60
- 70
- 80
- 90
- 100
- 1000

## Повезане теме
- Мађарски језик
- Мађарска абецеда
- Транскрипција мађарских имена

## Literatura
- Magyar Tudományos Akadémia: A magyar helyesírás szabályai; tizenegyedik kiadás, tizenegyedik (példaanyagában átdolgozott) lenyomat, 1994; Akadémiai Kiadó, Budapest. 1984.  978-963-05-6810-4. = Мађарска академија наука: Правила мађарског правописа; једанаесто издање, 1984; једанаесто (у саставу примера прерађено) штампање, 1994; Академска издавачка кућа, Будимпешта.
- {{Cite book| ref=harv|author=-{Keresztes, László |title=A practical Hungarian grammar|location=(3rd, rev. ed.). Debrecen|publisher=Debreceni Nyári Egyetem.}|year=1999|isbn=978-963-472-300-4}}
- {{Cite book| ref=harv|author=-{Törkenczy, Miklós |title=Practical Hungarian grammar: [a compact guide to the basics of Hungarian grammar]|location=Budapest|publisher=Corvina.}|year=2002|isbn=978-963-13-5131-6}}
- {{Cite book| ref=harv|author=-{Törkenczy, Miklós |title=Hungarian verbs and essentials of grammar: a practical guide to the mastery of Hungarian|location=(2nd ed.). Budapest|publisher=Corvina; Lincolnwood, [Ill.]: Passport Books.}|year=1999|isbn=978-963-13-4778-4}}
- {{Cite book| ref=harv|author=-{Rounds, Carol |title=Hungarian: an essential grammar|location=London; New York|publisher=Routledge.}|year=2001|isbn=978-0-415-22612-7}}
- Noun Declension Tables — HUNGARIAN. Budapest: Pons. Klett.  978-963-9641-04-4.
- Verb Conjugation Tables — HUNGARIAN. Budapest: Pons. .  978-963-9641-03-7.
- Gyakorló magyar nyelvtan — A Practical Hungarian Grammar Архивирано на веб-сајту  (6. август 2020), Akadémiai Kiadó Budapest. 2009.  978-963-05-8703-7.

## Spoljašnje veze
- Медији везани за чланак Mađarski jezik на Викимедијиној остави
- Rečnik mađarskih fraza туристички водич са Википутовања
- http://www.magyarora.com Архивирано на веб-сајту  (19. фебруар 2021)